# Наумов, Эмиль
Эмил Наумов (болг. Емил Наумов, фр. Emile Naoumoff; род. 20 февраля 1962, София) — французский пианист, композитор и музыкальный педагог болгарского происхождения. Внук художника Владимира Наумова.

## Биография
Начал учиться игре на фортепиано в пятилетнем возрасте у Лиляны Панайотовой. В 1970 году был привезён в Париж, где стал одним из последних учеников Нади Буланже в области композиции. В той же Американской консерватории в Фонтенбло занимался в 1971—1978 годах у Габи Казадезюс, Клиффорда Керзона и Никиты Магалова (фортепиано), изучал дирижирование под руководством Игоря Маркевича, позднее совершенствовал дирижёрское мастерство в Нормальной школе музыки у Пьера Дерво. В 1980-е годы преподавал в Американской консерватории в Фонтенбло, затем в Парижской консерватории, с 1998 года — профессор Университета Индианы.
Среди основных записей Наумова преобладает французская музыка: все ноктюрны Габриэля Форе, все фортепианные произведения Франсиса Пуленка, Гимнопедии Эрика Сати, альбом фортепианной музыки Габриэля Дюпона. Наумов также записал все клавирные сонаты Иоганна Себастиана Баха, «Хорошо темперированный клавир». Из транскрипций Наумова наиболее известны переработка «Картинок с выставки» Мусоргского в фортепианный концерт и фортепианное переложение «Реквиема» Форе — то и другое записано им самим (концерт — с Немецким симфоническим оркестром Берлина под управлением Игоря Блажкова).
Эмил Наумов был членом жюри конкурса пианистов Сантандера Паломы О'Ши в 1995 году.